# Lyxose
Lyxose (kurz Lyx) ist ein Monosaccharid mit fünf Kohlenstoff-Atomen. Dieser Zucker gehört zur Gruppe der Aldopentosen.

## Etymologie
Der Pionier der Chemie der Kohlenhydrate, Emil Fischer, erkannte, dass ein weiteres Isomer der Arabinose und Xylose existieren müsse. Der zunächst hypothetischen Verbindung der Summenformel C5H10O5 gab er den Kunstnamen Lyxose, erzeugt durch Vertauschen des ersten mit dem dritten Buchstaben von Xylose.

## Synthesen
Fischer und Bromberg gelang die erste Synthese des unbekannten Zuckers.
Für die Aufklärung der Konfiguration waren die Methoden zur Verkürzung der Kohlenstoffkette von Hexosen, Abbau genannt, entscheidend. Ausgehend von D-Galactose (aus Milchzucker) wurde durch Wohl-Abbau D-Lyxose erhalten. Der Ruff-Abbau (oxidative Decarboxylierung von D-Galactonsäure mit Wasserstoffperoxid und Eisen(II)/Eisen(III)-Salzen) sei hier in Fischer-Formeln skizziert.

## Vorkommen
Sowohl die D-Lyxose als auch die L-Lyxose kommen in der Natur nicht in freier Form vor, sie ist auch nur äußerst selten – wie zum Beispiel beim Mycobacterium phlei/Mycobacterium smegmatis – am Aufbau von Zellmembranen beteiligt. Wenn in diesem Text  oder in der wissenschaftlichen Literatur „Lyxose“ ohne weiteren Namenszusatz (Präfix) erwähnt wird, ist D-Lyxose gemeint.

## Eigenschaften
Durch eine intramolekulare Halbacetalbildung erhält man die beiden cyclischen Konstitutionsisomere Lyxofuranose und Lyxopyranose. Da bei der Halbacetalbildung ein weiteres Asymmetriezentrum entsteht, resultieren jeweils zwei Diastereomere, die α- und β-Lyxofuranose, bzw. die α- und β-Lyxopyranose. Die α- und β-Furanose- bzw. α- und β-Pyranosepaare werden auch als Anomere bezeichnet.
In wässriger Lösung stehen die anomeren Lyxofuranosen und Lyxopyranosen über die instabile offenkettige Aldehydform miteinander im Gleichgewicht. Das Gleichgewicht wird zu 71 % von der α-Lyxopyranose dominiert, gefolgt von der β-Lyxopyranose mit 29 %. Der Anteil beider Lyxofuranosen liegt zusammen bei <1 %. Die Einstellung des Gleichgewichts wird als Mutarotation bezeichnet.
| D-Lyxose – Schreibweisen | D-Lyxose – Schreibweisen | D-Lyxose – Schreibweisen |
| Keilstrichformel         | Haworth-Schreibweise     | Haworth-Schreibweise     |
| ------------------------ | ------------------------ | ------------------------ |
|                          | α-D-Lyxofuranose <1 %    | β-D-Lyxofuranose <1 %    |
| α-D-Lyxopyranose 71 %    | β-D-Lyxopyranose 29 %    |                          |